# Добхар-чу
Добхар-чу (енгл. Dobhar-chú) је створење из ирске митологије. Описује га се као воденог-пса. Према описима, он је полу пас, полу видра, али се понекад описује као полу пас, полу риба. Наводно живи у води и има крзно које има заштитна својства.
Многа су виђења документована. Године 2003. су ирски сликар Шон Коркоран и његова супруга тврдили да су видели Добхар-чуа на Омеје острву у ирском округу Голвеј. Описали су га као тамно створење које јако гласно криче.